# Jüdischer Friedhof (Oldenburg)

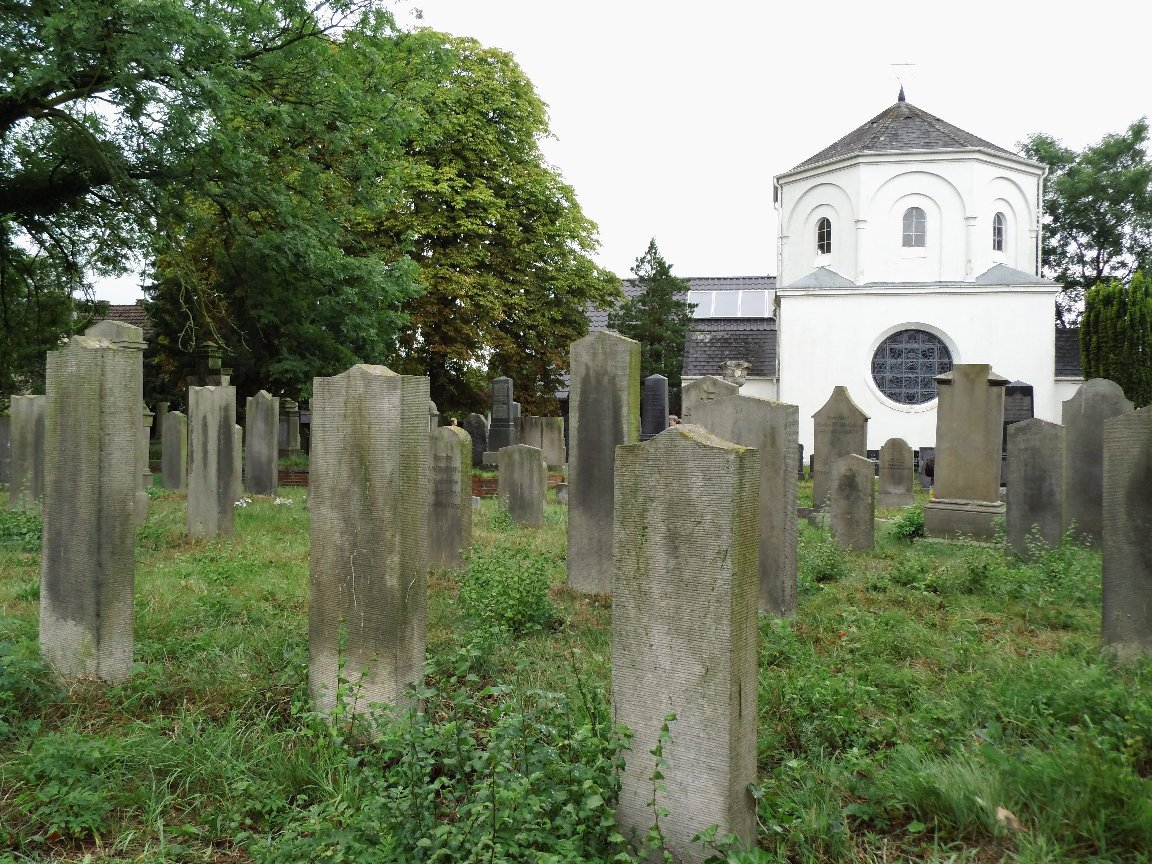
Der jüdische Friedhof zu Oldenburg wurde von 1814 bis 2014 mit ca. 300 Grabstellen belegt. Im Hintergrund die Trauerhalle aus dem Jahr 1921.

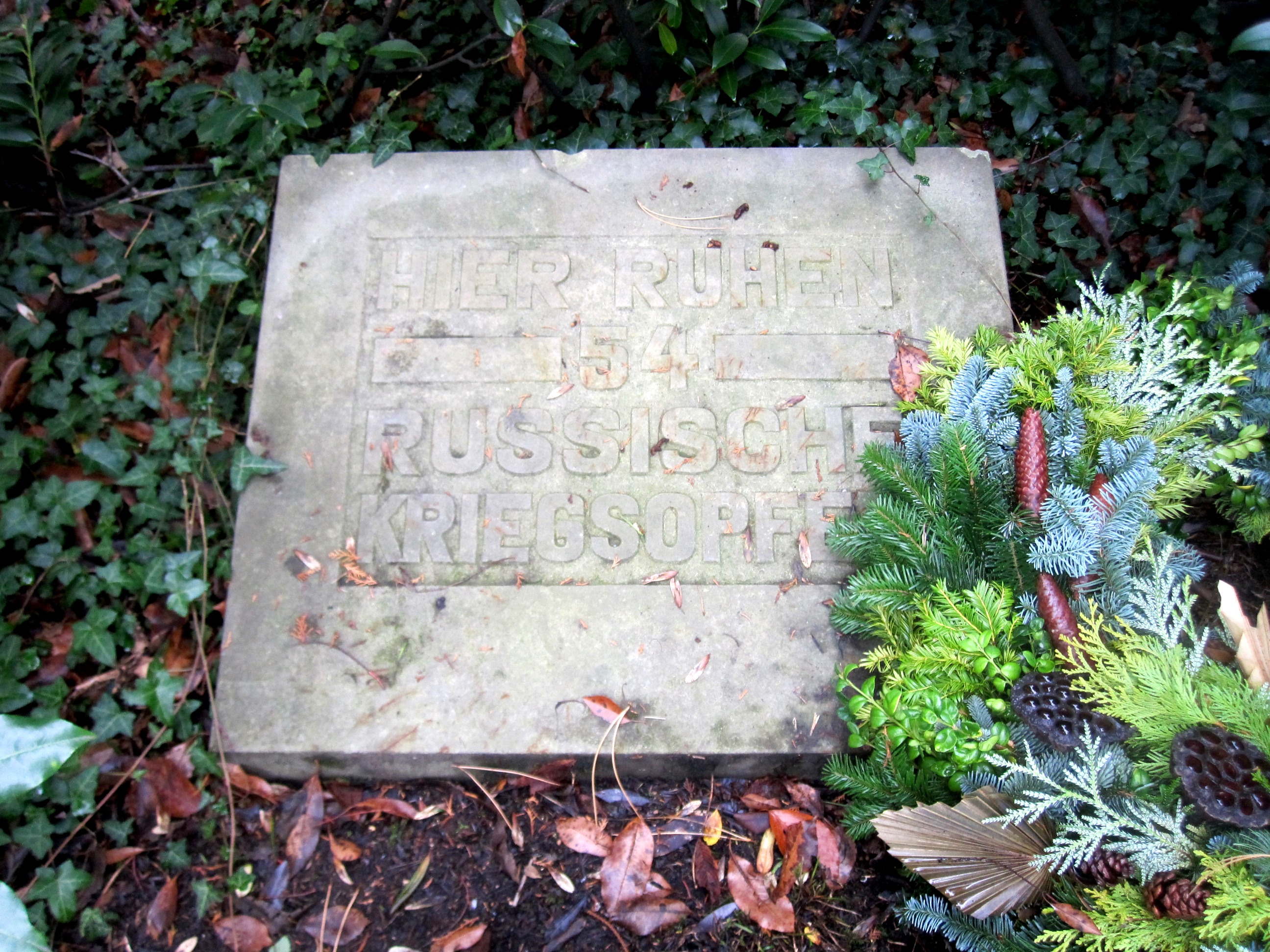
Gedenkstein für sowjetische Kriegsopfer

Auf dem gut erhaltenen jüdischen Friedhof an der Dedestraße in Oldenburg (Oldenburg) in Niedersachsen, Deutschland, befinden sich rund 300 Grabstätten aus den Jahren 1814 bis 2014.
Darüber hinaus wurden in den Jahren 1941 bis 1943 auf dem Friedhof 56 Personen russischer, ukrainischer und polnischer Staatsangehörigkeit (Kriegsgefangene und Zivilpersonen) bestattet.

## Geschichte
Der jüdischen Gemeinde Oldenburg wurde 1814 ein eigener Friedhof im heutigen Stadtteil Osternburg gestattet – damals eine Landgemeinde vor den Toren Oldenburgs. Die erste Beerdigung fand in demselben Jahr statt. Auf dem Friedhof wurden auch Juden aus Zwischenahn, Elsfleth und Wardenburg bestattet. 1862 wurde der Friedhof erheblich vergrößert. Zum Bau einer Friedhofsmauer genehmigte die Regierung 1866 die Aufnahme einer Anleihe.
Der Kaufmann Leo (Leiser) Trommer stiftete zum Gedenken an seinen 1918 gestorbenen Sohn eine Trauerhalle die am 1. Mai 1921 feierlich ihrer Bestimmung übergeben wurde. Architekt war Heinrich Biebel. Das große runde Glasmalfenster stammte von Georg Karl Rohde aus Bremen. Während der Novemberpogrome 1938, am Vormittag des 10. November, wurde erfolglos versucht, diese in Brand zu setzen. Allerdings wurde das Inventar demoliert und verbrannt. Wegen dieser Tat wurden zwei Beschuldigte im Jahr 1949 strafrechtlich zur Verantwortung gezogen. Sie wurden wegen Verbrechen gegen die Menschlichkeit zu einem Jahr und neun Monate bzw. einem Jahr Gefängnisstrafe verurteilt.
Auf dem Friedhof befinden sich die Grabstätten der Land(es)-Rabbiner Bernhard Wechsler, David Mannheimer und Philipp de Haas.
Während des Zweiten Weltkriegs verwahrloste der Friedhof. Nach Kriegsende wurde das Friedhofsgelände auf Anordnung der Besatzungsbehörden wieder hergerichtet und 1951 auch die Trauerhalle wieder instand gesetzt und 1974 restauriert. Ein im Jahr 1943 auf dem Gelände errichtete Luftschutzbunker (Rundschutzbau mit 6 Meter Durchmesser) wurde erst im März 1960 wieder entfernt.
Der Friedhof wurde im Jahr 2000 geschlossen und ein neuer jüdischer Friedhof als besonderer Teil des städtischen Parkfriedhofs in Oldenburg-Kreyenbrück eingeweiht. Teilweise wurden Bestattungen jedoch noch bis zum Jahr 2014 auf dem alten Friedhof durchgeführt.

### Erinnerungsmal

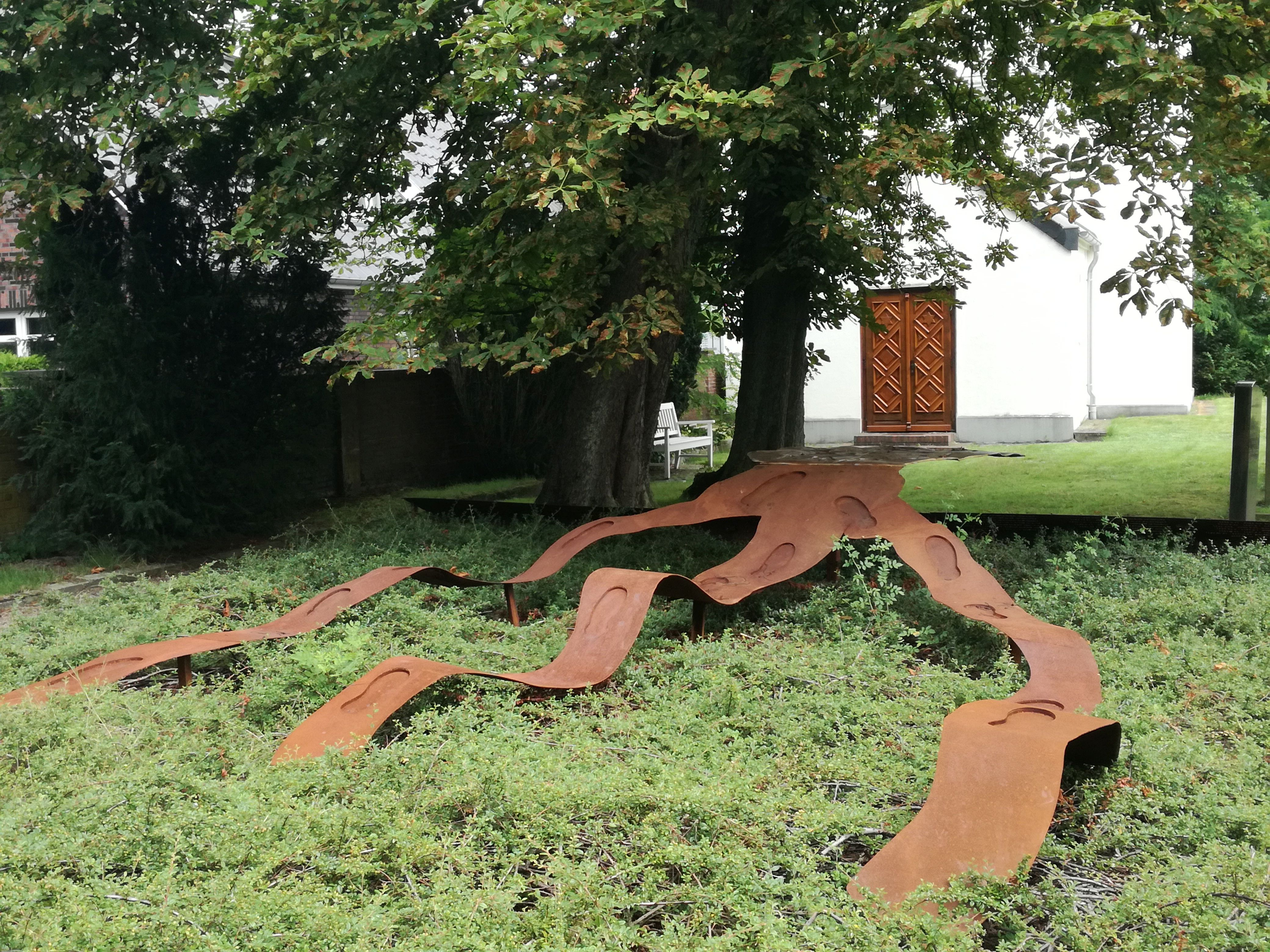
Das im Jahre 2021 eingeweihte Erinnerungsmal

Auf dem Friedhof wurde im Sommer 1948 ein Massengrab für zunächst 54 Kriegsgefangene und Zwangsarbeiter angelegt, die hier zwischen 1941 und 1943 bestattet wurden. Aufgrund späterer Nachforschungen konnten insgesamt 56 Personen identifiziert werden; es handelt sich bei ihnen um 48 Soldaten und 8 Zivilpersonen aus Russland, Polen und unbekannter Nationalität. Ein einfacher Gedenkstein erinnert seit 1951 an ihr Schicksal.
Im Juni 2021 wurde ein neues Erinnerungsmal für die 56 Zwangsarbeiter und Kriegsgefangenen eingeweiht. Es enthält nun die vollständige Auflistung der hier bestatteten Personen mit Namen, Vornamen sowie Geburts- und Sterbedaten.

### Schändungen seit 2000
Am 15. Juni 2000, 26. September 2003 und 11. März 2004 fanden Schändungen des Friedhofes statt. Es handelte sich dabei um Politisch motivierte Kriminalität aus dem rechten Spektrum. Bei der Schändung am 11. März 2004 wurden Grabsteine beschädigt. Am 29. Mai 2010 wurde die Friedhofsmauer mit Graffiti beschmiert.
Am 19. November 2011 wurde der jüdische Friedhof erneut geschändet: 6 Grabsteine wurden – über die Friedhofsmauer hinweg – mit weißer Farbe beworfen. Ein zufällig vorbeikommender Polizist verfolgte die Täter und wurde dabei mit Pfefferspray verletzt. Im November 2012 wurde ein 21-jähriger vom Jugendschöffengericht am Amtsgericht Oldenburg wegen Störung der Totenruhe und Körperverletzung zu einer Strafe von 2 Jahren Haft auf Bewährung verurteilt.
Erneut wurde der Friedhof in der Nacht vom 23. auf den 24. November 2013 geschändet. Diesmal wurden 8 Gräber mit Hakenkreuzen beschmiert. Die Trauerhalle wurde ebenfalls mit 3 Hakenkreuzen und der Aufschrift „Jude“ beschmiert. Die Täter wurden im April 2016 zu sechs und fünf Monaten Haft und ein weiterer Täter zu 3.000 € Geldstrafe verurteilt.
Im Sommer 2014 wurde die Friedhofsmauer mit den Ziffern „88“ besprüht, einer in der rechtsextremistischen Szene gebräuchlichen Abkürzung für Heil Hitler.
Am 14. Februar 2015 wurden an Säulen im Eingangsbereich sowie in der Nähe an eine Mauer und zwei Pkw erneut verfassungswidrige Symbole geschmiert.
Im Juni 2016 wurde die Friedhofsmauer in der Dragonerstraße mit Graffiti in weißer Farbe beschmiert.